# Nghị viện Tennessee
Đại hội đồng Tennessee (tiếng Anh: Tennessee General Assembly - TNGA) là cơ quan lập pháp của tiểu bang Tennessee, Hoa Kỳ. Đây là cơ quan lập pháp lưỡng viện bán thời gian bao gồm Thượng viện và Hạ viện. Chủ tịch Thượng viện mang chức danh bổ sung là Phó Thống đốc bang Tennessee. Ngoài việc thông qua ngân sách cho chính phủ tiểu bang và các luật khác, Đại hội đồng còn bổ nhiệm ba quan chức bang theo quy định của hiến pháp bang. Nó cũng là cơ quan khởi xướng trong bất kỳ quá trình sửa đổi hiến pháp của tiểu bang.
Trụ sở của Nghị viện Tennessee đặt tại Điện Capitol bang Tennessee, thành phố Nashville, toà nhà này cũng là trụ sở của chính phủ tiểu bang. Tennessee là 1 trong 19 tiểu bang ở Mỹ lấy tên cơ quan lập pháp bang là "Đại hội đồng" (General Assembly).

## Quy định của Hiến pháp
Theo Hiến pháp bang Tennessee năm 1870, Đại hội đồng là cơ quan lập pháp lưỡng viện, với Thượng viện gồm 33 thành viên và Hạ viện gồm 99 thành viên.
Các đại diện được bầu với nhiệm kỳ hai năm; Theo một sửa đổi hiến pháp năm 1966, các thượng nghị sĩ được bầu theo nhiệm kỳ 4 năm theo hình thức so le, với các quận có số chẵn được bầu vào năm bầu cử Tổng thống và những quận có số lẻ được bầu vào các năm bầu cử thống đốc bang Tennessee .
Theo Hiến pháp Tennessee, mỗi đại diện phải tối thiểu 21 tuổi, là công dân Hoa Kỳ, đã là cư dân của tiểu bang trong ba năm và cũng là cư dân của quận mà họ đại diện một năm trước cuộc bầu cử. Hiến pháp tiểu bang cũng quy định rằng mỗi thượng nghị sĩ phải tối thiểu 30 tuổi, là công dân Hoa Kỳ, cư trú ba năm tại Tennessee và cư trú tại quận một năm trước cuộc bầu cử.

## Cơ quan lập pháp bán thời gian
Để giữ cho cơ quan lập pháp là một cơ quan bán thời gian, nó bị giới hạn trong 90 "ngày lập pháp" cho mỗi nhiệm kỳ 2 năm, cộng thêm tối đa 15 ngày cho các mục đích tổ chức vào đầu mỗi nhiệm kỳ. Ngày lập pháp được coi là bất kỳ ngày nào mà Hạ viện hoặc Thượng viện họp chính thức tại các hội trường của mỗi viện. Các nhà lập pháp được trả mức lương cơ bản là 19.009 đô la Mỹ cùng với công tác phí là 171 đô la mỗi ngày lập pháp. Nếu cơ quan lập pháp tiếp tục họp lâu hơn 90 ngày lập pháp, các nhà lập pháp sẽ ngừng rút tiền chi phí của họ.
Các nhà lập pháp cũng nhận được "trợ cấp văn phòng" 1.000 đô la mỗi tháng, bề ngoài là để duy trì khu vực văn phòng dành cho công việc lập pháp của họ tại nhà của họ hoặc ở những nơi khác trong quận của họ. Theo truyền thống, về mặt chính trị, việc tăng công tác phí và phụ cấp văn phòng dễ dàng hơn so với tiền lương.
Chủ tịch của mỗi viện được hưởng lương gấp 3 lần các thành viên khác. Theo luật ban hành năm 2004, các nhà lập pháp sẽ được tăng lương bằng với mức tăng lương cho nhân viên nhà nước năm trước, nếu có.
Thống đốc cũng có thể triệu tập "các phiên họp bất thường", giới hạn trong chủ đề hoặc các chủ đề được nêu trong cuộc gọi và giới hạn trong 20 ngày nữa. Hai phần ba mỗi viện cũng có thể bắt đầu kêu gọi như vậy bằng các đơn thỉnh nguyện.